# Ridgway (Colorado)
Ridgway és una població dels Estats Units a l'estat de Colorado. Segons el cens del 2000 tenia 713 habitants.

## Demografia
Segons el cens del 2000, Ridgway tenia 713 habitants, 285 habitatges, i 190 famílies. La densitat de població era de 137,6 habitants per km².
Dels 285 habitatges en un 38,2% hi vivien nens de menys de 18 anys, en un 50,5% hi vivien parelles casades, en un 10,5% dones solteres, i en un 33% no eren unitats familiars. En el 24,9% dels habitatges hi vivien persones soles el 2,8% de les quals corresponia a persones de 65 anys o més que vivien soles. El nombre mitjà de persones vivint en cada habitatge era de 2,5 i el nombre mitjà de persones que vivien en cada família era de 2,97.
Per edats la població es repartia de la següent manera: un 28,8% tenia menys de 18 anys, un 4,8% entre 18 i 24, un 34,2% entre 25 i 44, un 26,6% de 45 a 60 i un 5,6% 65 anys o més.
L'edat mediana era de 35 anys. Per cada 100 dones de 18 o més anys hi havia 95,4 homes.
La renda mediana per habitatge era de 40.903 $ i la renda mediana per família de 45.208 $. Els homes tenien una renda mediana de 31.597 $ mentre que les dones 26.250 $. La renda per capita de la població era de 20.084 $. Entorn del 3,2% de les famílies i el 4,3% de la població estaven per davall del llindar de pobresa.

## Poblacions més properes
El següent diagrama mostra les poblacions més properes.